# Tapia de Casariego

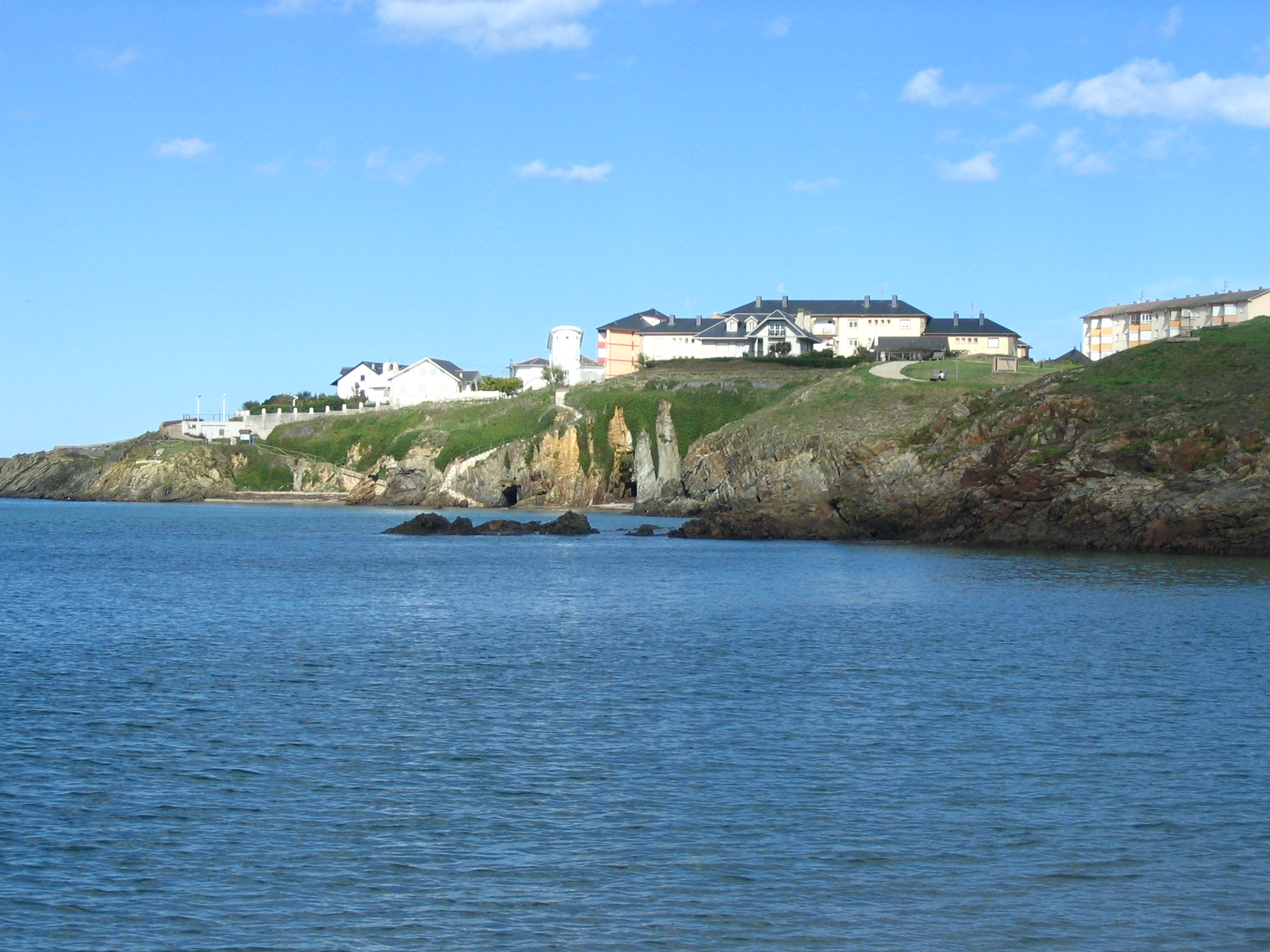
Strandpromenade an der Steilküste

Kirche in Tapia

Hauptstrand von Tapia de Casariego

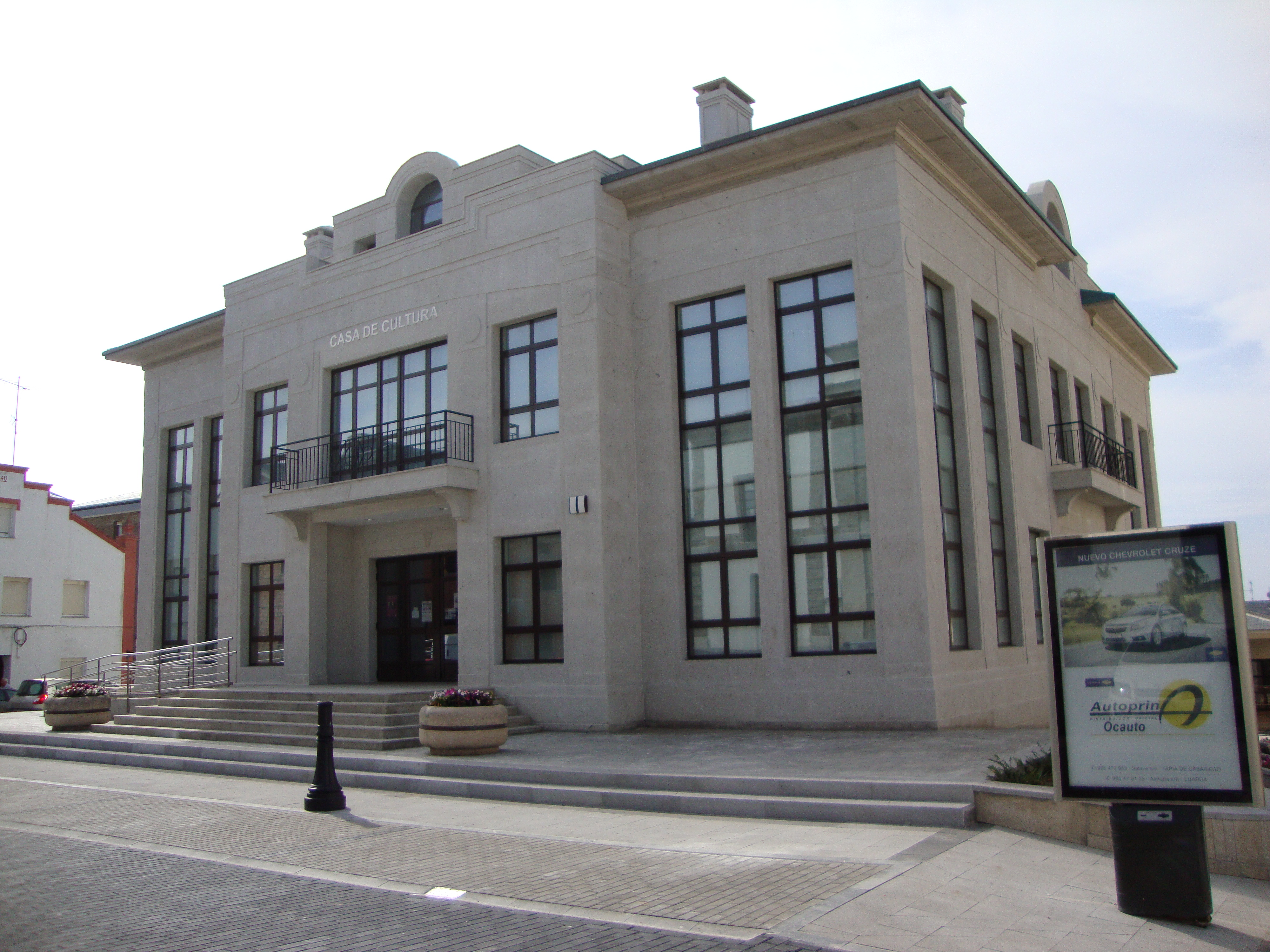
Museum in Tapia de Casariego

Tapia de Casariego (kurz: „Tapia“) eine Gemeinde im Nordwesten Asturiens an der Costa Verde in Spanien. Sie hat eine Fläche von 65 Quadratkilometern und 2024 3.579 Einwohner.

## Lage
Tapia liegt direkt an der Küste des Golfs von Biscaya etwa 15 km östlich der Grenze zu Galicien. Durch die Gemeinde führt die Küstenstraße A 8.

## Wirtschaft
Tapia verfügt über einen im Ortszentrum gelegenen Fischereihafen. Daneben ist der wirtschaftliche Schwerpunkt der Stadt heute der Tourismus. Die Mehrzahl der Besucher stammt aus Spanien. Die Stadt bietet eine große Auswahl an traditionellen Geschäften und Restaurants, sowohl im Zentrum als auch in nahen Umland. Und die Strandzone ist im Sommer sehr belebt.
| TOTAL                                                                 | 1.497 | 100   |
| Ackerbau, Viehzucht und Fischerei                                     | 372   | 24,85 |
| Industrie                                                             | 93    | 6,21  |
| Bauwirtschaft                                                         | 173   | 11,56 |
| Dienstleistungsbetriebe                                               | 859   | 57,38 |
| Quelle: Statistisches Amt für Wirtschaftliche Entwicklung in Asturien |       |       |

## Geologie

### Grund und Boden

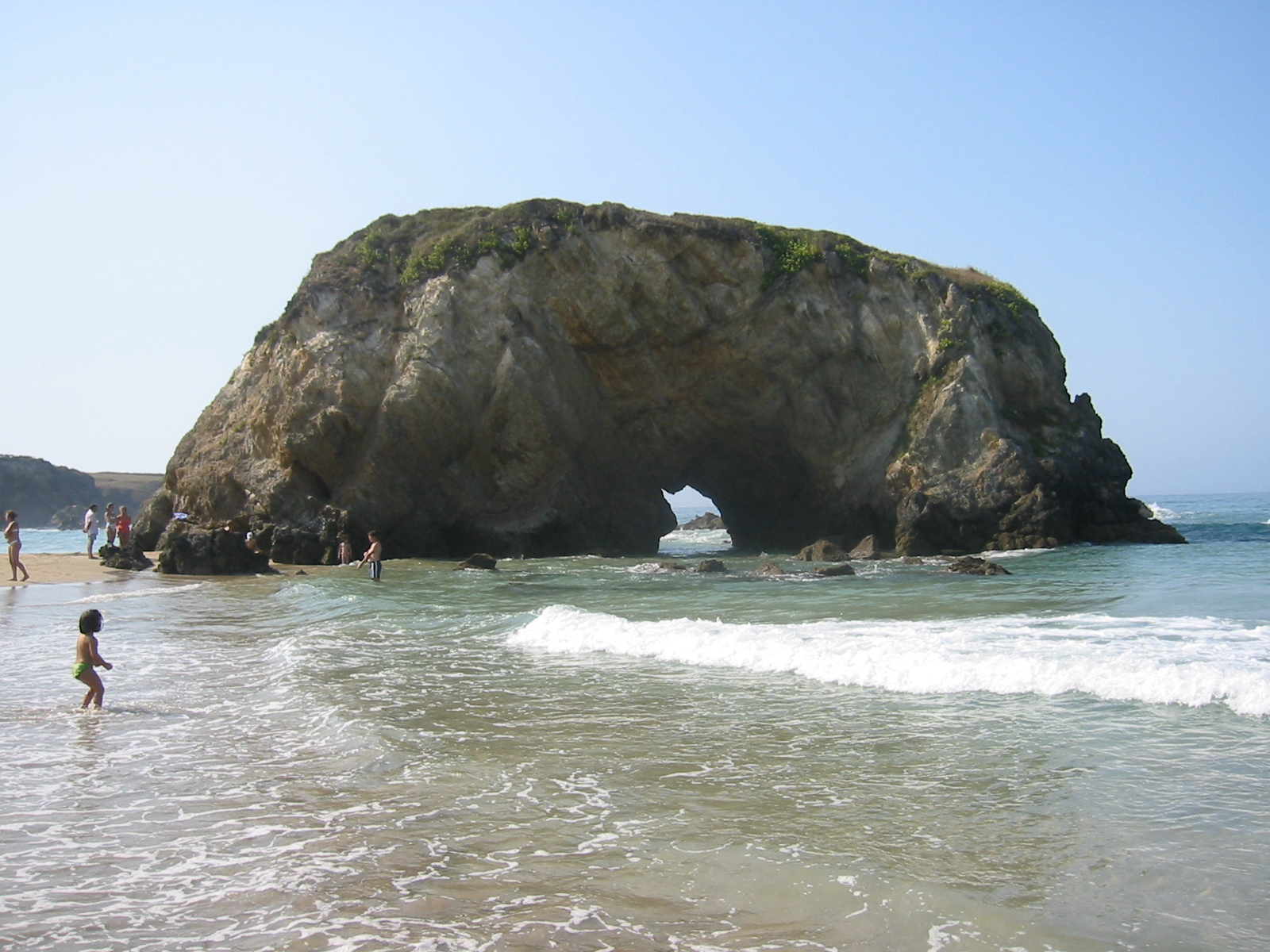
Playa de Peñarronda

Der überwiegend aus Kalk- und Sandstein bestehende Untergrund mit dem Pousadoiro (645 m) als höchste Erhebung ist typisch für die Region.

### Gewässer

#### Flüsse und Seen
Die Gemeinde wird vom Río Porcia durchquert.

#### Strände
- Playa de Penarronda – 800 m
- Playa de Serantes – 200 m
- Playa de La Paloma – 250 m
- Playa de Los Campos – 250 m
- Playa de Porcía – 200 m

### Klima
Wie in weiten Teilen Asturiens herrscht durch die Nähe zum Golfstrom hier ein beinahe mediterranes Klima mit warmen, trockenen Sommern aber kalten Wintern vor, im Herbst kommt es mitunter zu relativ starken Stürmen.

## Politik
| Historische Entwicklung im Gemeinderat von Tapia de Casariego |      |      |      |      |      |      |      |      |      |      |
| Partei                                                        | 1979 | 1983 | 1987 | 1991 | 1995 | 1999 | 2003 | 2007 | 2011 | 2015 |
| AP / PP                                                       |      | 7    | 6    | 6    | 7    | 7    | 7    | 6    | 4    | 5    |
| A.E. APT                                                      |      |      |      |      |      |      |      | 3    | 4    |      |
| PSOE                                                          |      | 3    | 4    | 4    | 4    | 3    | 3    | 2    | 2    | 5    |
| FAC                                                           |      |      |      |      |      |      |      |      | 1    | 1    |
| CEI-TC                                                        |      |      | 1    |      |      |      |      |      |      |      |
| UCD / CDS                                                     | 8    |      |      | 1    |      |      |      |      |      |      |
| URAS                                                          |      |      |      |      |      | 1    | 1    |      |      |      |
| Parteilose                                                    | 5    | 3    |      |      |      |      |      |      |      |      |
| Total                                                         | 13   | 13   | 11   | 11   | 11   | 11   | 11   | 11   | 11   | 11   |

## Sehenswürdigkeiten
- Ermita (Einsiedelei) de San Blas aus dem 16. Jahrhundert
- Palacio (Palast) de Cancio aus dem 16. Jahrhundert
- Puerto (Fischereihafen) pesquero de (in) Tapia
- in Salave, Iglesia (Kirche) parroquial
- in Campos: Casona de los Magdalena
- in La Roda: Santuario Santa María del Monte
- in Serantes: Iglesia de San Andrés
- in Villamil: Solar (Sommerpalast) de los Yáñez de Villamil

## Jakobsweg
Die Gemeinde Tapia de Casariego ist elementarer Bestandteil und mit der Pilgerherberge "Albuerge de Tapia" Etappenziel des Jakobswegs an der Küste.

## Parroquias
Die Gemeinde ist in 4 Parroquias unterteilt.
- Campos y Salave
- La Roda
- Serantes
- Tapia de Casariego

## Weiler und Dörfer
- Mántaras,
- La Veguiña 72 Einwohner (2008) 43° 30′ 7″ N, 6° 53′ 34″ W
- El Valle de San Agustín 108 Einwohner (2008) 43° 29′ 45″ N, 6° 55′ 28″ W
- Cabillón